# 天主教坎曼教区
天主教坎曼教區 （拉丁語：Dioecesis Khammamensis）是羅馬天主教的一個教區，位於印度安得拉邦坎曼縣，受天主教海得拉巴總教區管轄。
教區成立於1988年1月18日，2006年有教友117,553名，佔轄區總人口百分之4.5。由八十二名司鐸名管理五十三個堂區。現任教區主教為保祿‧邁潘。